# Aleksandrów (Pińczów)
Pour les articles homonymes, voir Aleksandrów.
Aleksandrów est une localité polonaise de la gmina et du powiat de Pińczów en voïvodie de Sainte-Croix.